# عزت الدجاني
عزت نجم الدين الدجاني هو مصرفي أردني ومسؤول تنفيذي. شغل منصب رئيس مجلس الإدارة والرئيس التنفيذي لبنك سيتي في قطر وهو أحد الأعضاء المؤسسين للجمعية الصيدلانية الملكية في بريطانيا العظمى. وهو أيضًا المؤسس المشارك والرئيس التنفيذي لشركة IMCapital Partners، ونائب الرئيس التنفيذي لشركة كابيتال كامباس.

## النشأة والدراسة
ولد عزت الدجاني في عمان. حصل على درجة البكالوريوس من كلية ليفربول للصيدلة في المملكة المتحدة (المعروفة الآن بجامعة ليفربول جون موريس)، وتخرج من كلية هارفارد كينيدي بدرجة الماجستير في الإدارة العامة وأكمل برنامج الإدارة التنفيذية في كلية الدراسات العليا لإدارة الأعمال في جامعة ستانفورد.

## العمل
في عام 2003، تم تكليف دجاني من قبل سعود بن صقر القاسمي بتأسيس مكتب الاستثمار والتطوير (IDO) التابع لحكومة رأس الخيمة، حيث شغل منصب الرئيس التنفيذي. وكان أيضا عضو في لجنة المؤسسين والرئيس التنفيذي لشركة رأس الخيمة للبترول ورئيس مجلس أمناء شركة رأس الخيمة العقارية.   وفي عام 2007، انضم دجاني إلى جولدمان ساكس في دبي بصفته رئيساً للعملاء الرئيسيين في قسم إدارة الاستثمار. في عام 2011، تم تعيين دجاني رئيس ومدير تنفيذي لبنك سيتي في قطر. كما شغل منصب عضو مجلس إدارة في البنك الأهلي الأردني وبنك الترناتيف في تركيا.